# Rickettsia prowazekii
Rickettsia prowazekii es el agente etiológico del tifus exantemático epidémico, su principal vector es el piojo. Ocurre entre los individuos que viven en condiciones de hacinamiento y malas condiciones sanitarias que favorecen la propagación de los piojos. Tiene un periodo de incubación de 2 a 30 días, la sintomatología aparece entre los días 1 a 3, la fiebre desaparece en dos semanas pero la convalecencia completa puede durar más de 3 meses.
Los síntomas principales son:
- Fiebre alta.
- Cefalea grave.
- Escalofríos.
- Mialgias.
- Artralgias.
- Anorexia.
- Exantema petequial o macular (menos del 40% de los enfermos).

El tratamiento es a base de tetraciclinas y cloranfenicol, aunque para manejar una epidemia, el tratamiento antibiótico debe combinarse con medidas eficaces para el control de los piojos.

## Teoría evolutiva
El genoma de la R. prowazekii ha sido estudiado y se ha llegado establecer como el modelo actual más cercano al genoma de las mitocondrias. Se cree que la mitocondría es producto de una simbiogénesis, en la que células procariotas se hospedaron dentro de otro célula, ayudándo al huésped en tareas aeróbicas. Con el pasar del tiempo se hicieron dependientes entre sí, tanto que la bacteria inquilina se volvió parte de la huésped.